# Valle del Tiétar - ZEPA
Valle del Tiétar - ZEPA este o arie protejată (arie de protecție specială avifaunistică — SPA) din Spania întinsă pe o suprafață de 64.340,59 ha, integral pe uscat.

## Localizare
Centrul sitului Valle del Tiétar - ZEPA este situat la coordonatele 40°14′05″N 4°52′57″W / 40.2348°N 4.8826°V.

## Înființare
Situl Valle del Tiétar - ZEPA a fost declarat arie de protecție specială avifaunistică în octombrie 2000 pentru a proteja 157 de specii de animale.

## Biodiversitate
Situată în ecoregiunea mediteraneană, aria protejată nu include niciun habitat protejat.
La baza desemnării sitului se află mai multe specii protejate de  păsări (157): uliu porumbar (Accipiter gentilis), uliu păsărar (Accipiter nisus), lăcar mare (Acrocephalus arundinaceus), lăcar-de-rogoz (Acrocephalus schoenobaenus), lăcar-de-lac (Acrocephalus scirpaceus), fluierar de munte (Actitis hypoleucos), vulturul negru (Aegypius monachus), ciocârlie-de-câmp (Alauda arvensis), pescăruș albastru (Alcedo atthis), rață sulițar (Anas acuta), rață lingurar (Anas clypeata), rață pitică (Anas crecca), rață fluierătoare (Anas penelope), rață mare (Anas platyrhynchos), rață pestriță (Anas strepera), gâscă cenușie (Anser anser), fâsă-de-câmp (Anthus campestris), fâsă de luncă (Anthus pratensis), fâsă de pădure (Anthus spinoletta), lăstunul mare (Apus apus), Aquila adalberti, acvilă de munte (Aquila chrysaetos), stârc cenușiu (Ardea cinerea), ciuf de câmp (Asio flammeus), ciuf-de-pădure (Asio otus), rață-cu-cap-castaniu (Aythya ferina), rața moțată (Aythya fuligula), buha (Bubo bubo), Bubulcus ibis, pasărea ogorului (Burhinus oedicnemus), șorecarul comun (Buteo buteo), ciocârlie-cu-degete-scurte (Calandrella brachydactyla), fugaci de țărm (Calidris alpina), fugaci roșcat (Calidris ferruginea), fugaci mic (Calidris minuta), caprimulg (Caprimulgus europaeus), Caprimulgus ruficollis, cânepar (Carduelis cannabina), sticlete (Carduelis carduelis), scatiu (Carduelis spinus),  prundaș gulerat mic (Charadrius dubius), prundaș gulerat mare (Charadrius hiaticula), Charadrius morinellus, chirighiță neagră (Chlidonias niger), florinte (Chloris chloris), barză albă (Ciconia ciconia), barză neagră (Ciconia nigra), mierla de apă (Cinclus cinclus), șerpar (Circaetus gallicus), erete vânăt (Circus cyaneus), erete cenușiu (Circus pygargus), Clamator glandarius, botgros (Coccothraustes coccothraustes), porumbel gulerat (Columba palumbus), dumbrăveancă (Coracias garrulus), prepeliță (Coturnix coturnix), cuc (Cuculus canorus), lăstun de casă (Delichon urbica), egretă albă (Egretta alba), egretă mică (Egretta garzetta), Elanus caeruleus, presură de grădină (Emberiza hortulana), presură de stuf (Emberiza schoeniclus), măcăleandru (Erithacus rubecula), șoim de iarnă (Falco columbarius), Falco eleonorae, șoim călător (Falco peregrinus), șoimul rândunelelor (Falco subbuteo), vânturel roșu (Falco tinnunculus), muscar negru (Ficedula hypoleuca), cinteză (Fringilla coelebs), Fringilla montifringilla, lișiță (Fulica atra), Galerida theklae, becațină comună (Gallinago gallinago), găinușă de baltă (Gallinula chloropus), pescăriță râzătoare (Gelochelidon nilotica), cocor (Grus grus), vulturul pleșuv sur (Gyps fulvus), acvilă pitică (Hieraaetus pennatus), piciorong (Himantopus himantopus), Hippolais polyglotta, rândunică roșcată (Hirundo daurica), rândunică (Hirundo rustica), capîntortură (Jynx torquilla), sfrâncioc cu cap roșu (Lanius senator), pescăruș negricios (Larus fuscus), Larus michahellis, pescăruș râzător (Larus ridibundus), ciocârlie de pădure (Lullula arborea), privighetoare (Luscinia megarhynchos), gușă albastră (Luscinia svecica), prigoare (Merops apiaster), gaia neagră (Milvus migrans), gaia roșie (Milvus milvus), mierlă de piatră (Monticola saxatilis), mierlă albastră (Monticola solitarius), codobatură galbenă (Motacilla alba), codobatură de munte (Motacilla cinerea), codobatura galbenă (Motacilla flava), muscar sur (Muscicapa striata), culic mare (Numenius arquata), Numenius phaeopus, stârc de noapte (Nycticorax nycticorax), pietrar mediteranean (Oenanthe hispanica), Oenanthe leucura, pietrar sur (Oenanthe oenanthe), grangur (Oriolus oriolus), ciuf-pitic (Otus scops), vultur pescar (Pandion haliaetus), Parus caeruleus, pițigoi mare (Parus major), viespar (Pernis apivorus), cormoran mare (Phalacrocorax carbo), bătăuș (Philomachus pugnax), codroș de munte (Phoenicurus ochruros), codroșul de pădure (Phoenicurus phoenicurus), pitulice de munte (Phylloscopus bonelli), pitulice de munte (Phylloscopus collybita), pitulice-fluierătoare (Phylloscopus trochilus), lopătar (Platalea leucorodia), ploier auriu (Pluvialis apricaria), ploier argintiu (Pluvialis squatarola), corcodel mare (Podiceps cristatus), Porzana pusilla, brumăriță de pădure (Prunella modularis), Ptyonoprogne rupestris, Pyrrhocorax pyrrhocorax, ciocântors (Recurvirostra avosetta), aușel sprâncenat (Regulus ignicapilla), aușel cu cap galben (Regulus regulus), lăstun de mal (Riparia riparia), mărăcinar negru (Saxicola torquatus), cănăraș (Serinus serinus), chiră mică (Sterna albifrons), turturică (Streptopelia turtur), silvie cu cap negru (Sylvia atricapilla), silvie de zăvoi (Sylvia borin), silvie roșcată (Sylvia cantillans), silvie de câmp (Sylvia communis), Sylvia hortensis, silvie de tufiș (Sylvia undata), corcodel mic (Tachybaptus ruficollis), călifar alb (Tadorna tadorna), fluierar negru (Tringa erythropus), fluierar de mlaștină (Tringa glareola), fluierar cu picioare verzi (Tringa nebularia), fluierarul de zăvoi (Tringa ochropus), fluierarul cu picioare roșii (Tringa totanus), sturzul viilor (Turdus iliacus), mierlă (Turdus merula), sturz-cântător (Turdus philomelos), sturz (Turdus pilaris), sturzul de vâsc (Turdus viscivorus), strigă (Tyto alba), pupăză (Upupa epops), nagâț (Vanellus vanellus).